# Emmet (Arkansas)
Pour les articles homonymes, voir Emmet.
La ville d’Emmet est située dans les comtés de Hempstead et Nevada, dans l’État de l'Arkansas, aux États-Unis. Sa population s’élevait à 518 habitants lors du recensement de 2010, estimée à 461 habitants en 2019.

## Démographie
| 1900 | 1910 | 1920 | 1930 | 1940 | 1950 |
| ---- | ---- | ---- | ---- | ---- | ---- |
| 277  | 270  | 420  | 387  | 465  | 482  |

| 1960 | 1970 | 1980 | 1990 | 2000 | 2010 |
| ---- | ---- | ---- | ---- | ---- | ---- |
| 474  | 433  | 475  | 446  | 506  | 518  |

## Source
- (en) Cet article est partiellement ou en totalité issu de l’article de Wikipédia en anglais intitulé « Emmet, Arkansas » (voir la liste des auteurs).

1. ↑  (en) « Population and Housing Unit Estimates », United States Census Bureau, 24 mai 2020 (consulté le 27 mai 2020)
2. ↑  (en) « Census of Population and Housing », Census.gov (consulté le 4 juin 2015)
3. ↑  (en) « Population Estimates », United States Census Bureau (consulté le 8 juin 2018)
4. ↑  « Statistiques des États-Unis - Arizona - Profils des comtés de 2010 » (consulté en novembre 2020)